# Йохан Готфрид Валтер
Йохан Готфрид Валтер (на немски: Johann Gottfried Walther, 18 септември 1684 – 23 март 1748) е германски музикален теоретик, органист, композитор и лексикограф от Бароковата епоха. Той е автор на първия немски музикален речник Musicalisches Lexicon (Лайпциг, [1732], базиран в голяма степен на Речника по музика на Себастиан дьо Бросар, което Валтер не крие, напротив, изказва почитта и благодарността си към него), огромен труд, събрал информация за музиката и музиканти до началото на 18 век. В речника са дефинирани над 3000 музикални термина, черпи от над 250 исторически извора, включва теоретични изследвания на Барока и Ренесанса. Най-важен негов източник са съчиненията на Йохан Матесон, които са цитирани над 200 пъти. Негов братовчед и приятел е композиторът Йохан Себастиан Бах.